# Venice Preserv’d
Venice Preserv’d (vollständig: „Venice Preserv’d or, a Plot discover’d“), deutsch „Das gerettete Venedig“, ist ein Theaterstück aus der Zeit der Stuart-Restauration, geschrieben von dem englischen Dramatiker Thomas Otway. Es war in den 1680er Jahren die bedeutendste Tragödie auf der englischen Bühne. Die Uraufführung erfolgte am 9. Februar 1682 im Dorset Garden Theatre, besetzt mit Thomas Betterton (Jaffeir) und Elizabeth Barry (Belvidera). Das Stück wurde auch als Buch veröffentlicht und erfuhr bis in die 1830er Jahre viele Neuinszenierungen. Nach der literarischen Vorlage Otways verfasste 1904 Hugo von Hofmannsthal „Das gerettete Venedig“. Das Drama wurde 1905 in Berlin uraufgeführt.

## Handlung
Jaffeir, ein edler, aber verarmter Venezianer, hat heimlich Belvidera geheiratet, die Tochter eines stolzen Senators namens Priuli, der sie daraufhin enterbte. Jaffeirs Freund Pierre, ein fremdländischer Soldat, schürt Jaffeirs Zorn und ermuntert ihn zu einer Verschwörung gegen den Senat von Venedig. Pierres hat jedoch eigene Gründe für die Verschwörung. Er zielt auf einen anderen Senator, den korrupten, törichten Antonio. Dieser lässt Pierres Geliebte Aquilina gegen Geld zu sich kommen. Trotz Pierres Beschwerden unternimmt der Senat nichts dagegen und erklärt, dass Antonio Senatorenprivilegien besäße.
Pierre stellt Jaffeir die anderen Verschwörer vor, angeführt von dem äußerst gewaltbereiten Renault. Um das Vertrauen der Verschwörer zu gewinnen, muss Jaffeir Belvidera als Geisel in die Obhut von Renault geben. In dieser Nacht jedoch versucht Renault, Belvidera zu vergewaltigen, sie kann aber rechtzeitig zu Jaffeir fliehen. Daraufhin erzählt Jaffeir seiner Frau von der Verschwörung gegen den Senat. Belvidera entwirft nun einen eigenen Plan: Jaffeir wird dem Senat die Verschwörung enthüllen und dafür das Leben der Verschwörer als Belohnung fordern. Jedoch entschied Jaffeir einige oder alle Verschwörer verschonen zu wollen, vor Allen seinen Freund Pierre. Jaffeir folgt ansonsten Belvideras Plan, aber der Senat bricht sein Wort und verurteilt alle Verschwörer zum Tode. Tief beschämt darüber Pierre betrogen und seine Ehre verloren zu haben, droht Jaffeir Belvidera zu töten, es sei denn, sie kann eine Begnadigung für die Verschwörer erwirken. Sie folgt der Anweisung, aber die gewährte Begnadigung kommt zu spät. Jaffeir besucht Pierre vor seiner Hinrichtung und sieht Pierre niedergeschlagen, weil er zu einem unehrenhaften Tod durch Erhängen und nicht zum Tod eines Soldaten verurteilt wird. Pierre vergibt Jaffeir und dieser flüstert ihm (vom Publikum nicht gehört) zu, ihn ehrenvoll zu töten, bevor er hingerichtet wird. Als Pierre gerade gehängt werden soll, eilt Jaffeir zum Galgen und ersticht ihn; als eine Form des Sühnens und der Erlösung im Christentum. Anschließend ersticht er sich selbst. Belvidera verfällt dem Wahnsinn und stirbt.

## Hauptcharaktere

### Antonio
Antonio ist ein korrupter Senator, der eine sexuelle Beziehung zu der Kurtisane Aquilina unterhält: Im Prolog des Stücks beschreibt Otway Antonio als einen Senator, der in Venedig eines der höchsten Ämter innehat und sich eine Hure hält. Zur Lüsternheit dränge es den Unzüchtige jede Nacht und Otway fordert am Ende des Prologs das Londoner Publikum auf einen ähnlichen Menschen zu benennen. (im literarischen Original: „a Senator that keeps a whore/ In Venice none of a higher office bore. / To lewdness every night the lecher ran;/ Show me, all London, such another man, /“.) Otways Aufforderung einen „solchen anderen Menschen“ zu finden, ermutigte einige Unzufriedene hier Anthony Ashley Cooper, 1. Earl of Shaftesbury auszumachen, einen Politiker der Whigs.
Antonios Schlüsselszene in Venice Preserv’d ist eine alberne Kitschszene („Nicky Nacky“), in der Antonio mit Aquilina eine Art Vorspiel versucht, indem er einen Bullen, eine Kröte und einen Hund nachmacht. Dem Literaturwissenschaftler Professor Derek H. Hughes (Rice University) zufolge spiegelt Antonios Beziehung zu Aquilina andere Beziehungen des Stückes wider, indem er Prostitution, Unterwerfung und Selbstbescheidenheit vorstellt, etwas was sich auch subtil in den Beziehungen zwischen Renault und Belvidera, Jaffeir und Pierre sowie Jaffeir und Belvidera zeigt.

### Aquilina
Aquilina ist eine Kurtisane, die eine romantische Liebe zu Pierre unterhält aber auch eine sexuelle Beziehung zu dem Senator Antonio. Aquilina erlaubt heimliche Treffen Pierres mit seinen Mitverschwörern in ihrer Wohnung (2. Akt II.i.48.) Aquilina erscheint in dem Stück drei Mal: Im zweiten, dritten und fünften Akt. Die Schauspielerin Edith Evans spielte 1920 Lyric Theatre sehr umjubelt die Rolle der Aquilina. 1984 übernahm Stephanie Beacham diese Rolle am Royal National Theatre.

### Belvidera
Belvidera ist eine Edelfrau und die Tochter von Priuli sowie Jaffeirs Ehefrau. Belvidera ist ein „gütiger, beständiger und reiner“ Charakter, der getreu zu Jaffeir steht und für die Verschwörer, die planten ihren Vater zu ermorden, erfolgreich um eine Begnadigung nachsucht. Derek Hughes sagt, Belvidera sei ein komplexer Charakter; einerseits stellt Belvidera einen bewundernswerten Charakter dar, besonders im Vergleich zu ihrer Umgebung. Als Jaffeir ihr von dem Plan erzählt die Stadtführung zu eliminieren, erkennt sie zwar die Verkommenheit des Senats, billigt jedoch nicht die Verschwörung (4) So sagt sie zu Jaffeir, „Kann dein großes Herz so abscheulich herabsinken / sich mit gedungenen Sklaven, Auftragsmördern und gewöhnlichen / Messerstechern gemein machen, … um den Lohn eines Raufboldes zu erhalten, / um die Kehlen von Schurken zu durchtrennen, während sie schlafen?“ („Can thy great heart descend so abscheulichly low, / Mix with hired slaves, bravoes, and common/ stabbers,… and take a ruffian’s wages/ To cut the throats of wretches as they sleep?“). Ihre Argumentation überzeugt Jaffeir sich nicht an dem Komplott zu beteiligen, sondern diesen stattdessen dem Senat mitzuteilen.
Andererseits sagt Hughes, „Belvidera unterscheidet sich nicht von den anderen Charakteren. Sie ist das höchste Geschöpf in der Welt von Venice Preserv’d, aber sie bleibt es bis ganz zum Schluss“. Belvidera ist auch findig und gerissen, wenn es darum geht, das zu bekommen, was sie will. Belvidera überredet Jaffeir, seine Verbindung zu den Verschwörern zu beenden, indem sie ihm von dem sexuellen Übergriff Renaults auf sie berichtet. (III. ii. 181.) Als es darum geht ihren Vater, den Senator, zu überzeugen die Verschwörer zu begnadigen, bringt Belvidera die Erinnerung an die verstorbene Mutter ins Spiel (Otway V. i. 44.).

### Jaffeir
Jaffeir ist der Ehemann von Belvidera, Schwiegersohn von Priuli und der Freund von Pierre.
Jaffeir ist der tragische Held Venice Preserv’d. Von ihm wird erwartet, dass er die Rolle des Ehemanns, des Freundes und die eines Aktivisten ausfüllt. Michael DePorte meint, die meisten Leser bewundern Jaffeir selten, falls überhaupt, für irgendetwas; sie können mit ihm nur als sympathisieren als ein Mann, der auf den Hörnern eines schrecklichen Dilemmas zerrissen wird; das Dilemma der Loyalität zu Pierre und Belvidera. („Most readers seldom, if ever, admire Jaffeir for anything, they can sympathize with him only as a man torn on the horns of a terrible dilemma;” that dilemma being his divided loyalties between Belvidera and Pierre“). Aufgrund seiner Freundschaft mit Pierre verspricht Jaffeir Pierre und den Komplizen seine Treue, aber wegen seiner Liebe zu Belvidera, verrät er Pierre und die Verschwörer.
Nach Bywaters kann Jaffeir leicht mit Titus Oates verglichen werden, zumal die Papisten-Verschwörung in zeitlicher Nähe zu der Produktion von Venice Preserv’d erfolgte, sowie die katholisch geprägte Terminologie, die Pierre in Bezug zu Jaffeir benutzte. Die religiösen Anklänge in Venice Preserv’d erlaubten Bettie Proffitt in ihrem Artikel, der die religiösen Symbolismus Venice Preserv’d zum Inhalt hat, Jaffeir mit Adam zu vergleichen.

### Pierre
Pierre ist der Freund Jaffeirs und der Liebhaber von Aquilina. Er ist ein fremdländischer Soldat in Diensten Venedigs und zugleich ein Verschwörer gegen den venezianischen Senat.
Pierre entdeckt, dass während seiner Abwesenheit (vermutlich im Kriegseinsatz), der Senator Antonio eine sexuelle Beziehung zu seiner Geliebten Aquilina einging. In der Hoffnung auf Gerechtigkeit trägt er diese Angelegenheit dem Senat vor, aber wird mit der Begründung abgewiesen, dass ein solches Benehmen durchaus zu den Privilegien eines Senators gehöre. (I. i. 206–217). Diese Abweisung ist die Ursache für Pierres Eintritt in eine gegen den Staat gerichtete Verschwörung.
Pierre ist der Wortführer der Verschwörer und liefert einige eloquente Reden während des Theaterstücks. Pierre hat wenig Mühe, Jaffeir für den Plan der Verschwörer zu gewinnen, indem er Jaffeirs Wunsch nach Rache gegenüber seinen Schwiegervater Priuli in eine Rache gegen den gesamten Senat lenkt.
Auch wenn Pierre Jaffeir manipuliert, ist und bleibt er gleichwohl sein loyaler und ergebener Freund. Als Pierre seinen Mitverschwörern Jaffeir vorstellt, sagt er: „Ich habe mein Ein und Alles in den öffentlichen Bestand gebracht, / ich hatte nur einen Freund und ihn werde ich unter euch teilen!“ („I’ve brought my All into the publick Stock, / I had but one Friend, and him I’ll share amongst you!“) (II. 310-11) Pierre ist nicht nur Jaffeir verbunden, sondern auch seinen Mitverschwörern treu bis zum Ende.
Einige von Pierres Reden in dem Stück wurden aufgrund des politisch scharfen Jargons von der Zensur untersagt. Bywaters glaubt, dass Venice Preserv’d ein Angriff auf die Partei der Whigs sei und Pierres Ansprachen das Vehikel dazu seien (“... and Pierre’s accusation of a ‘new Tyranny’... turns the Whigs’ rhetoric of tyranny and arbitrary power against them.”) Pierres charismatische Reden erregte eine solche Reaktion im Publikum, dass die Times schrieb, „das Publikum erschien mit jeder Entwicklung der Rebellenschurkerei noch verzückter.“ Nach einem Attentat auf Georg III. führte die Aufführung von Venice Preserv’d an jenem Abend fast zu einem Aufruhr, mit dem Resultat, dass die alle weiteren Aufführungen abgesagt wurden. So wurde  Venice Preserv’d  in London sieben Jahre lang nicht aufgeführt, bis es 1802 zurückkehren durfte. Pierres Rolle wurde jedoch stark zensiert und ließ fürderhin seinen Idealismus missen.

### Priuli
Priuli ist der Vater von Belvidera und ein Senator von Venedig. Nach DePort ist Priuli ein komplex angelegter Charakter, da er verschiedene Signale in Bezug zu Belvidera abgibt. Priuli ruft Belvidera seinen „age's darling“ , der alles ausmacht, was sein Herz lieb hat („who is all that his heart holds dear”), aber nach Jaffeirs Einschätzung schützt Priuli eher sich selber, bevor er die Interessen Belvideras wahrnimmt: „Dein ungeübter Lotse warf uns auf einen Felsen, als dein Schiff, dass du zur Sicherheit bautest, dich zuerst aufnahm.“ (“Your unskilled pilot/ Dashed us upon a rock, when to your boat/ You made for safety, entered first yourself”) (I. i. 36.). Priuli enterbte sein einziges Kind, als jenes sich ohne seine Erlaubnis für einen Mann entschied und diesen heiratete.

## Kontext
Das Theaterstück enthält eine Reihe von politischen Parallelen. Die Rolle des Senators Antonio soll eine Referenz zu Shaftesbury sein und die Handlung ähnelt, neben anderen vergleichbaren Verschwörungen, dem Gunpowder Plot. Aber auch die Nähe zur sogenannten „Spanischen Verschwörung“ von 1618 gegen Venedig soll erkennbar sein.
Die Lagunenstadt Venedig als Ort der Handlung war gelegentlich zuvor schon stellvertretend für London genutzt worden, aber der Subtext, der dem zeitgenössischen Publikum am auffälligsten erschien, war die Parallele zur Exclusion Bill (ein Beispiel wäre das Stück von Dryden Absalom and Achitophel). Ein Grund für den herausragenden Anfangserfolg des Stücks war daher seine politischen Anspielungen.
Venice Preserv’d hat auch einige anti-feministische Inhalte.
Da das Stück in der Zeit der englischen Restauration geschrieben wurde, wo die Rechte von Frauen sehr gering waren, behandelt der bewegende zentrale Inhalt des Stücks die Verletzlichkeit der Frauen: Aquilina, die Kurtisane, wird von den Männern in dem Schauspiel wenig beachtet; Ihr Geliebter Pierre weigert sich, sie in die Verschwörung gegen den Senat einzuweihen und Antonio nennt sie nie bei ihrem Namen, sondern bezeichnet sie nur als seine kleine „Nacky“ (ein Slangbegriff für die weiblichen Genitalien); Belvidera wird auf den Wert eines Pfandes reduziert, wenn sie sich in die Hände von Männern begibt, die ihr Ehemann kaum kennt; Jaffeirs Ehre hat Vorrang vor Belvidera und dieses Spannungsfeld zwischen Liebe und Ehre ist die Krise der männlichen Charaktere; am Ende des Stücks wählt Jaffeir seine Hingabe an seinen Freund vor seiner Hingabe an seine Frau, und beide Männer sterben ehrenvoll, während Belvidera einen unrühmlichen Tod erleiden muss, der aus ihrem Wahnsinn resultiert. Zeitgenössische Theaterbesucher waren empfänglich für dieserlei tragische Spannung zwischen den öffentlichen und privaten Verpflichtungen der Charaktere.
Venice Preserv’d war eine der ersten, im Englischen sogenannten, „she-tragedy“-Stücke. Also eine Tragödie, die sich um das Schicksal einer Frau rankt. Das Publikum jener Zeit reagierte auf das Pathos der Figur von Belvidera, die seinerzeit förmlich auf den Leib der Tragödiendarstellerin Elizabeth Barry geschrieben wurde und nutzte hierbei auch Barrys phänomenalen Erfolg ein Jahr zuvor in der Rolle der ähnlich hilflosen Monimia in Otways „The Orphan or The Unhappy Marriage“.
Von allen Charakteren ist Belvidera innerhalb der überwältigenden, politischen wie sozialen Tumulten in dem Stück jedoch die kraftloseste Figur. Jede der Figuren befindet sich in einem Konflikt zwischen den sozialen und persönlichen Gesetzen der eigenen Klasse und ihrem Selbst. Belvidera befindet sich in einem Spannungsfeld zwischen ihrer Pflichttreue zu ihrem Vater und der Liebe. Jaffeir muss sich stets zwischen der „Ehre“ und der Liebe entscheiden, ebenso wie zwischen Freundschaft und Idealen. Priuli muss zwischen der Liebe zu seiner Tochter wählen und seinem persönlichen Stolz. Belvidera blieb immer eine begehrte und herausragende Rolle für Schauspielerinnen, weil ihre tragische Situation das Publikum am meisten berührte.

## Erfolg
Nach der erfolgreichen Premiere von Venice Preserv’d 1682 war Otway der Stolz Londons. Gleichwohl verhinderte die finanzielle Situation des Duke’s Theatre, dass er mit seiner Arbeit nennenswerte Gewinne machte. Der zeitgenössische Dichter Robert Gould umschrieb es so, dass Otway zwar über eine große Körperfülle verfügt („fat“), aber gleichwohl „hungert“. Venice Preserv’d hat als Inbegriff für die Tragödie nicht bis ins 21. Jahrhundert überlebt, aber war eine der bekanntesten und wichtigsten englischen Tragödien für über 100 Jahre.
Am 21. Januar 1905 wurde im Berliner Lessingtheater das Drama „Das gerettete Venedig“ uraufgeführt (Dramaturgie: Otto Brahm). Hugo von Hofmannsthal schrieb es von August 1902 bis Juli 1904 nach dem ursprünglichen Stoff von Otway. Jedoch war dem Stück nur „geringer Erfolg“ beschieden. Ein Grund, so der Inhalt der meisten Kritiken, sei die mangelnde Aktualität und dass es eines „historischen Sinns“ bedürfe um das Stück zu verstehen.
Am 10. April 1865 sagte John Wilkes Booth, der Schauspieler und spätere Mörder Abraham Lincolns, zu Louis J. Weichmann, einem späteren Hauptzeugen im Prozess, dass er mit der Bühne durch sei und das einzige Stück, was er zukünftig nur noch spielen wolle Venice Preserv’d sei. Obwohl Weichmann diese Aussage zu der Zeit nicht verstand, wurde sie später als versteckte Anspielung auf das Komplott zu Ermordung Lincolns eingeordnet.